# Harap-Alb (formație)
Harap-Alb a fost o formație românească de muzică hard rock și heavy metal, înființată de chitaristul Gabriel Nacu în anul 1977. Harap-Alb a existat și a activat în trei perioade (1977–1979, 1981–1982, respectiv 1998–2000) și este un nume cunoscut al scenei rock bucureștene din vremea comunistă, în special pentru faptul că reprezintă prima formație în care a cântat Cristian Minculescu, ulterior devenit celebru în postura de solist vocal al formației Iris.

## Istoria formației

### Perioada 1977–1979
După câteva încercări în formații de liceu, Gabriel Nacu formează în anul 1977, la Ateneul Tineretului din București, grupul de hard rock Harap-Alb, titulatura fiind inspirată de cunoscutul basm cult scris de Ion Creangă. La început Harap-Alb a activat în formulă de trio, Nacu ocupându-se și de părțile vocale. Astfel, prima componență îi reunea pe Gabriel Nacu (chitară, vocal), Anton Hașiaș (bas) și Nicky Dinescu (baterie).

În 2007, Gabi Nacu declara pentru cotidianul Jurnalul Național:
„După mici peripeții prin trupe de liceu, în 1977 m-am văzut în prima mea trupă serioasă, pe care am numit-o Harap-Alb. Făceam repetiții la Ateneul Tineretului și în trupă eram eu, Anton Hașiaș la bas și Nicky Dinescu la baterie. (...) După câteva concerte locale am fost invitați să participăm la o gală rock la Sala Palatului, organizată de Aurel Gherghel, unde, după cum spun ziarele vremii: «În ciuda vocii lui Gabriel Nacu, formația Harap-Alb s-a prezentat deasupra așteptărilor». Deci ne trebuia un vocalist și așa l-am cunoscut pe Cristi Minculescu, cu care am început o colaborare fructuoasă și plină de aventuri.”— Gabi Nacu, Jurnalul Național, 7 octombrie 2007
După apariția trio-ului în 1977, la Sala Palatului din București, se hotărăște cooptarea unui solist vocal. După mai multe audiții cu diferiți vocaliști, în 1978 este cooptat în formație Cristian Minculescu. Conform declarațiilor ulterioare ale acestuia, proba a constat în interpretarea a trei piese: Deep Purple – „Black Night”, Led Zeppelin – „Communication Breakdown” și Free – „All Right Now”.
În această perioadă trupa imprimă două piese la Radio București – „Nu încerca” și „Lasă-ți lumea” – ambele compoziții ale lui Gabi Nacu, a doua pe versuri de Mihai Eminescu. Piesele, difuzate de Ioan Barta în cadrul emisiunii Meloritm, sunt bine primite de public. Gabi Nacu ține minte că Minculescu a fost nevoit să improvizeze unele versuri, pentru că cei de la Radio nu acceptau cuvinte pe care le considerau sumbre. În prezent, aceste două cântece au valoare de document, fiind primele înregistrări ale vocalistului Cristi Minculescu.
Între 1978 și 1979, trupa a cântat în diverse locuri: un Revelion la Ateneul Tineretului, printre altele acompaniind-o pe Păunița Ionescu, la Casa de Cultură „Turturele” (T4), precum și în parcuri, un exemplu fiind Parcul Herăstrău din București. Toate formațiile din acea vreme concertau vara la Costinești, iar Harap-Alb nu a făcut excepție. Gabi Nacu își amintește că una din reprezentațiile trupei s-a ținut în tabăra de la Costinești. În afara celor câteva piese proprii, Harap-Alb cântau în acea perioadă multe preluări după Thin Lizzy, AC/DC ș.a.
La sfârșitul lui 1979, Cristi Minculescu și Anton Hașiaș părăsesc Harap-Alb pentru a se alătura lui Nuțu Olteanu și Nelu Dumitrescu în formația Iris, care avea nevoie de vocalist și de basist după ce Sorin Chifiriuc, Mihai Marty Popescu și Lucian Chivu au părăsit grupul. Astfel, Harap-Alb își întrerupe activitatea, iar Nacu este încorporat în armată în 1980.

### Perioada 1981–1982
După terminarea stagiului militar, la începutul lui 1981, Gabi Nacu îi remarcă pe Doru Istudor (baterie), Doru Borobeică (bas), Bogdan Blaga (vocal) și Cristi „Gagore” Diaconu (chitară), care repetau la Clubul Sindicatelor de Construcții din București. Le propune să i se alăture pentru a reforma grupul Harap-Alb. Astfel, urmează a doua perioadă de existență a formației bucureștene.
Au loc repetiții cel puțin câte 4-5 ore zilnic la Titan Club și apar compoziții noi precum „M-am ascuns în noapte” și „Om la toate”, piese înregistrate în studioul muzical al Televiziunii Române. Tot în această perioadă se remarcă piesa „Scatiul”, compusă de Gabi Nacu și care a cucerit publicul bucureștean în concertele de la T4, devenind cel mai mare succes al grupului la începutul anilor ’80. Activitatea concertistică este în creștere, Harap-Alb apărând pe scenă alături de marile grupuri rock din Capitală din epocă: Iris, Roșu și Negru, Domino, Flux.
Între timp apar schimbări de componență: Doru Borobeică pleacă în armată și este înlocuit de basistul Horațiu Rad, iar Gabi Oproiescu îl înlocuiește la microfon pe Bogdan Blaga. Noii membri vin cu idei noi, inspirate de celebra formație britanică Judas Priest, care era trupa lor preferată, idei care nu se potriveau muzical cu preferințele de atunci ale lui Nacu: The Police, Talking Heads, The Stranglers. Prin urmare, la începutul anului 1982, Nacu părăsește formula Harap-Alb și se alătură lui Liviu Tudan în Roșu și Negru. Pentru chitarist va începe o carieră muzicală profesională, colaborând ulterior cu Voltaj, Sistem (trupă de jazz rock, unde este basist), Riff, Compania de Sunet a lui Valeriu Sterian, Compact.
Locul lui Nacu în Harap-Alb este luat de Cristi „Porta” Marinescu, iar Doru „M.S.” Istudor devine liderul formației. Însă nici această formulă nu rezistă și Harap-Alb se scindează în două formații cu oarecare succes și de orientare similară: Jad și Icar. Astfel se încheie a doua perioadă de existență a grupului.

### Perioada 1998–2000
În ianuarie 1998, bateristul Doru Istudor revine în România și reînființează Harap-Alb, în formula: Dan „Cândoi” Tufan (vocal), Cristian Luca „Argintaru” (chitară), Cristi „Porta” Marinescu (chitară), Ionuț Calotă (bas) și Doru „M.S.” Istudor (baterie). După un timp, Cristi Marinescu este înlocuit cu Marius Roșiu, fost component în formațiile Interval, Floare Albastră și Adi Manolovici Group.
Este înregistrată piesa „B.L.S.”, o compoziție mai veche a lui Istudor. De asemenea, este refăcută melodia „Tu, doar tu” (din 1987, din repertoriul Voltaj) și este realizată o filmare cu aceasta în TVR. În 1998, casa de discuri A&A Records lansează în format casetă audio o compilație intitulată Tu poți fi vedeta. Compilația conține prima piesă Harap-Alb inclusă vreodată pe un material discografic – „Dreptul de a candida”. Ulterior, piesa va fi inclusă, într-o variantă reînregistrată și cu un sound mult mai heavy, pe primul album al trupei M.S. – Rugina nu moare.
În 1999, folosind vocea lui Bogdan Blaga (emigrat în Los Angeles), Istudor înregistrează cu Harap-Alb „Scatiul”, vechiul hit al trupei de la începutul anilor ’80. Piesa va fi inclusă pe compilația Cântece interzise/Cenzurat, lansată în data de 5 noiembrie 2007 împreună cu Jurnalul Național.
Componența Harap-Alb se modifică din nou în 1999, din trupă făcând parte: Sandu Costică „Damigeană” (vocal), Cristian Luca „Argintaru” (chitară), George Costinescu (bas) și Doru „M.S.” Istudor (baterie).
În 2000, la inițiativa lui Istudor, trupa își schimbă numele din Harap-Alb în M.S., deoarece vechea titulatură nu se mai potrivea cu intențiile muzicale ale bateristului. Ulterior, formația M.S., care funcționează și în prezent, realizează patru albume de heavy metal: Rugina nu moare (2002), A Breath of Fresh Air (2006), A’ venit băieții!!! (2010) și Carne de tun (2017).

## Lista membrilor formației
- Gabriel Nacu – chitară, solist vocal (1977–1979, 1981–1982)
- Anton Hașiaș – chitară bas (1977–1979)
- Nicky Dinescu – baterie (1977–1979)
- Cristi Minculescu – solist vocal (1978–1979)
- Doru „M.S.” Istudor – baterie (1981–1982, 1998–2000)
- Cristi „Gagore” Diaconu – chitară (1981–1982)
- Doru Borobeică – chitară bas (1981)
- Bogdan Blaga – solist vocal (1981)
- Horațiu Rad – chitară bas (1981–1982)
- Gabi Oproiescu – solist vocal (1981–1982)
- Cristi „Porta” Marinescu – chitară (1982, 1998)
- Dan „Cândoi” Tufan – solist vocal (1998–1999)
- Cristian Luca „Argintaru” – chitară (1998–2000)
- Ionuț Calotă – chitară bas (1998–1999)
- Marius Roșiu – chitară (1998–1999)
- Sandu Costică „Damigeană” – solist vocal (1999–2000)
- George Costinescu – chitară bas (1999–2000)

## Piese înregistrate
Formația Harap-Alb nu a reușit să lanseze un album propriu, însă există câteva piese ce au fost imprimate în studiourile muzicale din Radio și Televiziune sau în regim propriu. Acestora li se adaugă câteva înregistrări din concert.
- „Nu încerca”, „Lasă-ți lumea” (studioul Radio București, 1978, voce: Cristi Minculescu)
- „M-am ascuns în noapte”, „Om la toate” (studioul muzical TVR, 1981, voce: Bogdan Blaga)
- „M-am ascuns în noapte” (live la Titan Club T4, martie 1981, voce: Bogdan Blaga)
- „Electric Steel”, „Ținta” (live la Titan Club T4, septembrie 1981, voce: Gabi Oproiescu)
- „Rai și iad” (studio, 1998?, instrumentală)
- „Dreptul de a candida” (studio, 1998, voce: Dan „Cândoi” Tufan) — inclusă pe compilația Tu poți fi vedeta (MC, A&A Records, 1998)
- „B.L.S.” (studio, 1998, voce: Dan „Cândoi” Tufan)
- „Tu, doar tu” (studioul muzical TVR, 1998, voce: Dan „Cândoi” Tufan)
- „Scatiul” (studio, 1999, voce: Bogdan Blaga) — inclusă pe compilația Cântece interzise/Cenzurat (CD, Jurnalul Național, 2007)
- „Voi fi din nou al tău”, „Colț de cer” (live la Costinești, 11 august 1999, voce: Sandu Costică)